# Kenmore Hughes
Kenmore Henderson Hughes (* 6. Juli 1970) ist ein ehemaliger antiguanischer Sprinter.

## Karriere
Hughes nahm an den Olympischen Spielen 1992 in Barcelona teil. In den Wettbewerben über 200 Meter und 400 Meter schied er in den Vorläufen aus. Er trat auch bei den Zentralamerika- und Karibikspielen 1993 in Ponce, den Commonwealth Games 1994 in Victoria, den Leichtathletik-Weltmeisterschaften 1995 in Göteborg, den Leichtathletik-Weltmeisterschaften 1997 in Athen, den Zentralamerika- und Karibikspielen 1998 in Maracaibo, den Leichtathletik-Weltmeisterschaften 2001 in Edmonton sowie den Leichtathletik-Weltmeisterschaften 2003 in Saint-Denis an.